# Sherose Island
Sherose Island är en ö i Kanada.   Den ligger i provinsen Nova Scotia, i den sydöstra delen av landet, 800 km öster om huvudstaden Ottawa. Arean är 0,96 kvadratkilometer.
Terrängen på Sherose Island är mycket platt. Öns högsta punkt är 13 meter över havet. Den sträcker sig 1,7 kilometer i nord-sydlig riktning, och 1,0 kilometer i öst-västlig riktning.
I omgivningarna runt Sherose Island växer i huvudsak blandskog.